# Simon Pierre M'padi
Simon Pierre M'padi, de l’ethnie kongo, né en 1909 en République démocratique du Congo (Congo belge à l'époque), fut converti au protestantisme par des missionnaires américains ayant entendu parler de Simon Kimbangu. Il s’inspira du kimbanguisme pour créer la Mission des Noirs, secte protestante rassemblant les noirs. 
Dans les textes de Simon M’Padi, on trouve l’idée qu’un royaume des Noirs sera bientôt fondé grâce à l’aide du « gouverneur général des Américains ». Les Américains seraient des « Noirs blanchis » tandis que les Noirs du Congo n’auraient pas encore eu le temps de se blanchir. Les Américains seraient les frères des Africains. Sur l’étendard de Simon M’Padi, on pouvait lire l’inscription, écrite en kikwango : Minsion amerika nzila ya m’pulusu ja Jesus Kristo Kimbango Simon (Mission américaine, chemin du sauveur, de Jésus-Christ, Simon Kimbangu). Les autorités belges surveillèrent de très près ce mouvement, ainsi que ses possibles liens avec le Father Divine, secte noire américaine qui a pour leitmotiv le retour des noirs américains à la terre d’Afrique. M’padi fut pourchassé par les autorités belges et s’exila au Congo français (ou Moyen-Congo) où il créa le mouvement politico-religieux du kakisme et inspira un certain André Matswa qui créa ce qu’on appelle le matswanisme.